# Crkva Blažene Djevice Marije u Zenici
Crkva Svete Djevice Marije ili Crkva Začeća Presvete Bogorodice u Zenici katolička je crkva koja pripada Vrhbosanskoj nadbiskupiji. Iza crkve je cvjećara i pripadajući objekti, Gradsko groblje „Crkvice” i dr., dok je ispod Kantonalna bolnica Zenica i Babina rijeka (put uz crkvu desno vodi ka Smetovima).

## Istorija
Župa Crkvica je postala samostalna 1876. godine. Crkva od drveta je napravljena 1894. godine; srušena je 1913, a nova — zidana kamenom, uz novi župni dvor — posvećena 1914. godine, kao Crkva Bezgrešnog Začeća Blažene Djevice Marije.
Prema narodnom predanju, moguće je da je i prije 1894. godine na mjestu današnje bila crkva skromnih dimenzija (od tesanog drveta i sa skromnom župnom kućom).

## Opis
Crkva je oblika kvadra, plošnih dimenzija oko 33 metra sa 11 metara. Svijetlosiva boja je najviše zastupljena, sa žutim (zlatastim) dekorima. Ima toranj sa zvonom, a ispod je sat.

## Spoljašnje veze
- Vrhbosanska nadbiskupija, župe
- Župa Svete Marije Zenica na sajtu
- Zenica - stare slike i pričice: Zenica - 125 godina izgradnje katoličke crkve u Crkvici na sajtu